# Ungaria în Primul Război Mondial

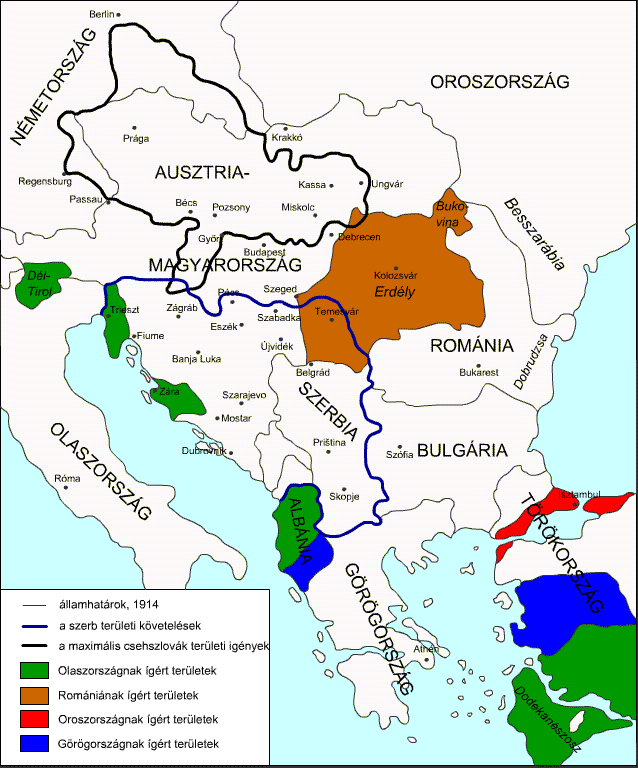
Teritoriul promis de Antanta și pretențiile teritoriale ale membrilor săi

La izbucnirea primului Război Mondial, Ungaria făcea parte din monarhia dualistă Austro-Ungaria. Deși nu există bătălii importante legate de regimentele maghiare, trupele au luptat cu credință și curaj, care a fost una dintre cauzele care au dus la pierderi mari în rândul armatei.

## Izbucnirea războiului
În 1914, Austro-Ungaria era una dintre marile puteri ale Europei, cu o suprafață de 676,443 km pătrați și o populație de 52 de milioane de cetățeni, din care Ungaria avea 325,400 km² cu o populație de 21 de milioane.
Pe 28 iunie 1914, Gavrilo Princip l-a asasinat pe Arhiducele Franz Ferdinand al Austriei. Înainte de a intra în război, doar prim-ministrul, contele István Tisza a ezitat, nefiind convins că este fost cel mai bun moment să intre în luptă. După ce Germania a promis să neutralizeze Regatul României și a promis că niciun teritoriu din Regatul Serbiei nu va fi anexat Austro-Ungariei, a decis să sprijine intrarea în război.
Războiul a izbucnit după ultimatumul trimis Serbiei de către Franz Josef I, și s-a răspândit în Europa, dar și în restul lumii.

## Armata austro-ungară în 1914
Prima linie din această armată multi-etnică s-a bazat și a constat din:
- Armata terestră și marină, în care se vorbea germană și care consta din 87% din totalul armatei
- Landwehrul armatei austriece
- Honvédségul Regal Maghiar,[5] în care se vorbea maghiară și croată.

Cea de-a doua linie de armata a fost și ea mobilizată, și se compunea din
- Landsturmul austriac
- „Népfelkelés” („ridicarea populară”) maghiară

În 1914, armata austro-ungară s-a confruntat cu cea mai mare provocare de până atunci din istoria ei. După mobilizare, forțele armate au fost grupate în șase armate, care aveau în total 3,2 milioane de soldați. Între 1914 și 1918, 9 milioane de oameni au servit în armată (7,8 milioane în forțele de luptă).
În comparație cu alte armate din Europa, Ungaria dispunea de puțini veterani și avea echipamente învechite și cheltuieli militare scăzute. Artileria nu era suficientă la începutul războiului, dar a fost puternic dezvoltată mai târziu. Aprovizionarea cu muniție nu a fost corespunzătoare nici până la sfârșitul războiului. Forțele armate nu dispuneau de forțe aeriene adecvate, având doar 42 de piloți militari și 40 de avioane de luptă înainte de război.

## Pierderile

Decesele militare ale Puterilor Centrale.

Din cei peste 8 milioane de oameni mobilizați în Austro-Ungaria, mai mult de un milion au murit în timpul războiului. În zonele în care se vorbea majoritar limba maghiară, acest lucru a însemnat o rată de deces de douăzeci și opt la mia de persoane — un nivel de pierderi depășit în Austro-Ungaria numai de către germanii austrieci.

## Urmări
Ungaria a pierdut două treimi din teritoriu în urma Tratatului de Pace de la Trianon (4 iunie 1920).